# Paulus Jansz. Kley

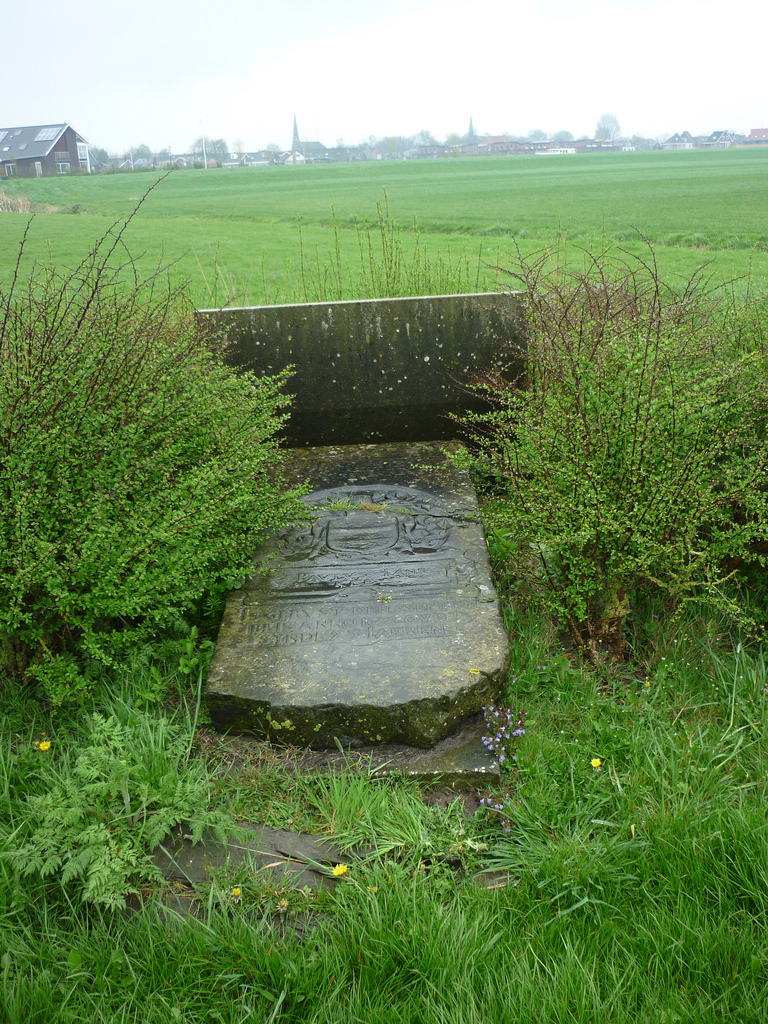
Grafzerk Paulus Jansz. Kley

Paulus Jansz. Kley (1582 – 5 september 1655) was een Nederlands koopman, woonachtig in Amsterdam. Hij is vooral bekend als de initiatiefnemer van de drooglegging van het (Grote) Wargaastermeer.
Kley werd voor de inpoldering van het Wargaastermeer geïnspireerd door de Beemster en de Schermer in Holland. In 1631 verkreeg hij van de boeren van Wirdum al toestemming tot de drooglegging. Toch moest er een contract getekend worden. Daarop verkreeg Kley in 1632 octrooi op de drooglegging van het meer van de kerkvoogden van het dorp. Hij vroeg dit aan samen met een grietman, een secretaris van Leeuwarderadeel en vijf burgers van Leeuwarden. Kley bracht het grootste deel van het kapitaal in, en liep dus ook het grootste risico.
Wel was er protest tegen de inpoldering, omdat in het meer veel goede vis gevangen werd. Tien jaar eerder had P. Winsemius nog een idyllische beschrijving van het meer gegeven. Vissers staken enkele malen de ringdijk door de voor de drooglegging was aangelegd, omdat zij zich in hun bestaansmogelijkheden bedreigd voelden.
In 1633 is men dan toch begonnen het meer droog te leggen, met behulp van twee molens aan de oostkant. Oorspronkelijk was het de bedoeling om nog twee meertjes droog te leggen, het Hempensermeer en een meertje van 27 ha tussen Warga en Wartena. Later zagen de initiatiefnemers daar echter vanaf.
De bedoeling van de initiatiefnemers was om in het drooggevallen land vee te houden. De kwaliteit van de drooggevallen grond en daarmee de inkomsten vielen echter tegen. Kley heeft nog geprobeerd zijn medefinancieerders schadeloos te stellen. Vanwege de geleden verliezen dienden hij 1637 een verzoek tot vrijstelling van betaling van andere staatsschulden in.
Behalve het Wargaastermeer legde Kley ook enkele meren bij Stavoren droog. Verder was Kley in 1641 regent van het Spinhuis in Amsterdam.

## Grafmonument
Paulus Jansz. Kley lag evenals zijn broer Wilhelm begraven in het kerkje van Aegum. Nadat deze kerk in 1838 werd afgebroken, werden beide broers herbegraven bij een boerderij. Op 25 september 1939 is de zerk van Paulus aan het waterschap overgedragen en als monument in de polder van de Wargaastermeer geplaatst. Het opschrift luidt: "Hier rust de Kley de ziele leeft in vreugt o mensch vreest God opdat gij leven meugt. Paulus Jans Kley is gerust den 5 septembris anno 1655 oudt synde 73 iaeren." Het gedenkteken is een Rijksmonument met nummer 22879. Het is het enige monument dat herinnert aan de droogmaking van de Friese meren.